# Mylabris semivittata
Mylabris semivittata es una especie de coleóptero de la familia Meloidae.

## Distribución geográfica
Habita en Asia Central.